# Россия на «Евровидении-2008»
Россия на «Евровидении-2008», проходившем в Белграде, была представлена Димой Биланом с песней «Believe». Вместе с ним участвовали в номере венгерский скрипач Эдвин Мартон и олимпийский чемпион по фигурному катанию Евгений Плющенко.
Дима Билан занял 3-е место в первом полуфинале со 135 баллами, а в финале он одержал первую в истории России победу, набрав 272 балла по итогам зрительского голосования. Также Билан получил главный приз конкурса «Хрустальный микрофон».

## Исполнитель
Дима Билан родился 24 декабря 1981 года в Ставропольском крае в Карачаево-Черкесской АССР. Окончил музыкальное училище имени Гнесиных по классу классического вокала. Дебютировал на фестивале «Новая волна» в 2002 году, где занял 4-е место. Первый альбом «Ночной хулиган», выдержанный в рок-стиле, вышел 31 октября 2003, а через год вышел второй альбом «На берегу неба», работу над которым вели зарубежные авторы Шон Эскоффери и Дайан Уоррен. Песню со второго альбома «Ты должна рядом быть» Дима Билан исполнял на отборе на Евровидение-2005 под названием «Not That Simple». В 2006 году Билан занял 2-е место на «Евровидении-2006» с песней «Never Let You Go», после чего выпустил третий альбом «Время-река». В 2007 году Билан снова подал заявку на участие в Евровидении, но из-за противоречий между продюсером и руководством Первого канала отказался от поездки.
Перед «Евровидением» Дима Билан начал готовить к записи англоязычный альбом Believe в сотрудничестве с продюсером Тимбалэндом и записал несколько песен на испанском языке. Перед национальным отбором он подготовил две песни на испанском и одну на английском («Believe»). Песня, по словам продюсера Яны Рудковской, являлась автобиографической и частично была основана на книге Ронды Бёрн «The Secret»: музыку к ней написал американец Джим Бинз, а текст составил Билан при продюсировании Тимбалэнда. Как сказал сам Дима Билан, песню он составил с Джимом Бинзом всего за два дня.

## Национальный отбор

### Правила
Организатором отборочного конкурса стал телеканал «Россия», который решил организовать открытый национальный отбор. 8 декабря 2007 «Россия» объявила о подаче заявок на участие в конкурсе, начиная с 15 декабря 2007 по 1 февраля 2008. Председателем отборочного комитета был композитор Владимир Матецкий.
16 февраля 2008 на пресс-конференции было объявлено о правилах отбора. Специально собранное жюри выбрало 25 заявок для участия в национальном финале. Также канал «Россия» объявил о съёмках документального фильма, посвящённого отбору на Евровидение: в съёмках обещали задействовать телеканал Муз-ТВ и радиостанцию Love Radio, которые в специальных дневниках сообщали бы новости об участниках. 25 февраля 2008 из поступивших 167 заявок официально были названы 25 заявок, которые были одобрены жюри.
В число участников отборочного конкурса вошли ранее побывавшие на Евровидении Дима Билан (2006 год) и группа «Премьер-Министр» (2002 год). 4 марта 2008 на правах приглашённого исполнителя в финал попала белорусская певица Полина Смолова, представлявшая в 2006 году Белоруссию.

### Финал отбора
Финал состоялся 9 марта 2008 в концертном зале «Академический» в Москве. Ведущими финального концерта стали Оксана Фёдорова и Оскар Кучера. На концерт были приглашены победительница Евровидения-2007 Мария Шерифович, а также участники Евровидения-2008: Ани Лорак от Украины и Руслан Алехно от Белоруссии.
Победителя выбирали при помощи голосования жюри и телезрителей (в соотношении 50 на 50). Телезрители могли голосовать при помощи телефонных звонков, СМС-сообщений и Интернета. В состав жюри вошли Игорь Крутой, Сергей Архипов, Максим Фадеев, Геннадий Гохштейн и Владимир Матецкий.
Единогласным победителем стал Дима Билан, который получил максимальные оценки: по 27 баллов от жюри и от телезрителей.

### Результаты
| №  | Исполнитель                   | Песня                      | Жюри | Зрители | Итого |
| -- | ----------------------------- | -------------------------- | ---- | ------- | ----- |
| 1  | группа «Ассорти»              | Colours of My Love         | 17   | 16      | 33    |
| 2  | Полина Смолова                | На расстоянии дыханья      | 12   | 12      | 24    |
| 3  | Асылъяр                       | Карлыгачлар                | 1    | 1       | 2     |
| 4  | Женя Отрадная                 | Porque amor                | 25   | 25      | 50    |
| 5  | Aero                          | Siberia                    | 3    | 4       | 7     |
| 6  | Анна Мушак и проект «William» | The Needle                 | 22   | 19      | 41    |
| 7  | Нора Адам                     | Gotta Let It Go            | 2    | 2       | 4     |
| 8  | Наталья Терехова              | So You Can Tell Me         | 6    | 6       | 12    |
| 9  | Женя Рассказова               | Отпускаю тебя              | 19   | 21      | 40    |
| 10 | Дима Билан                    | Believe                    | 27   | 27      | 54    |
| 11 | Елена Горская                 | Always All Alone           | 14   | 13      | 27    |
| 12 | Александр Панайотов           | Crescent and Cross         | 26   | 26      | 52    |
| 13 | Пьер Нарцисс и Джем Шериф     | Who Am I without Your Love | 8    | 8       | 16    |
| 14 | Юлия Михальчик                | Cold Fingers               | 21   | 22      | 43    |
| 15 | Гранат                        | Another Side of Midnight   | 11   | 10      | 21    |
| 16 | Сабрина                       | Wreck                      | 10   | 9       | 19    |
| 17 | BK!                           | Don’t Break My Heart       | 5    | 5       | 10    |
| 18 | Азия                          | Одинокий дождь             | 7    | 7       | 14    |
| 19 | Тамила Bloggy                 | Сны                        | 18   | 20      | 38    |
| 20 | Премьер-Министр               | Мы — параллельные миры     | 20   | 18      | 38    |
| 21 | Анатолий Алешин               | One More Try               | 13   | 11      | 24    |
| 22 | Алексей Воробьев              | Новая русская Калинка      | 23   | 23      | 46    |
| 23 | Роман Бежин                   | I’m Missing                | 4    | 3       | 7     |
| 24 | Сергей Лазарев                | Flyer                      | 24   | 24      | 48    |
| 25 | Наталья Аставьева             | Три луны                   | 15   | 14      | 29    |
| 26 | Макс Лоренс и Сацура          | Дай нам дождь              | 9    | 17      | 26    |
| 27 | Ольга Варвус                  | King of Seduction          | 16   | 15      | 31    |

### Скандалы
Три песни, попавшие в финал отборочного конкурса, нарушали правила Евровидения и могли быть дисквалифицированы в случае победы в отборочном конкурсе: это были песни Евгении Отрадной «Porque amor» и Асылъяр «Карлыгачлар», которые исполнялись ранее октября 2007 года, а также песня Алексея Воробьёва «Новая русская калинка», в которой были слова песни «Калинка» Ивана Петровича Ларионова, что считалось плагиатом. По правилам конкурса, России в случае победы любой из указанных выше песен грозила дисквалификация. В «опасной зоне» изначально был и Дима Билан, поскольку он собирался исполнять песню «Porque aun te amo», написанную Руди Пересом, которая уже звучала в 2005 году в Аргентине в исполнении Люсиано Перейра. Яна Рудковская сообщила, что команда Билана после этого сообщения сняла композицию и выбрала одну из резервных — «Believe».
Победу Билана на национальном отборе многие восприняли критически. По версии некоторых певцов и продюсеров, на Евровидение должен был отправиться Сергей Лазарев, о возможном успехе которого неоднократно говорил Филипп Киркоров. Результатами голосования зрителей и жюри был возмущены ряд участников конкурса: так, продюсер группы «Ассорти» и Александра Панайотова Евгений Фридлянд заявил, что правила голосования неоднократно нарушались; директор группы Aero Андреас Золотарёв добавил, что СМС-сообщения и звонки за некоторых исполнителей умышленно не регистрировались; продюсер Макса Лоренца и Сацуры Серёга назвал голосование «лохотроном» и заявил, что в подобных мероприятиях не голосовал бы ни за кого. Тем не менее, такие участники, как Александр Панайотов и Пьер Нарцисс, призвали не спорить по поводу результатов конкурса, а поддержать морально Билана на Евровидении.

## Подготовка к конкурсу
На национальном отборе Билан выступал под аккомпанемент акустической гитары. Непосредственно в номере для Евровидения выступали скрипач Эдвин Мартон, игравший на уникальной скрипке работы Антонио Страдивари, и олимпийский чемпион по фигурному катанию Евгений Плющенко, катавшийся на небольшой ледовой площадке. В начале номера Билан исполнял песню лёжа, что символизировало преодоление жизненных трудностей и невзгод, отображённое в его песне. Первый вариант номера был представлен во время гастролей в Чехии: в его первоначальном варианте должны были также присутствовать два бэк-вокалиста и танцор, а также задействована лестница, по которой должен был подняться Билан и спуститься танцор, однако от этой идеи отказались и сменили концепцию, оставив только каток. В окончательном номере остались три бэк-вокалиста. Ходили слухи, что в разработке номера будет участвовать режиссёр Фокас Евангелинос, ставивший номер для Билана два года назад в Афинах и подготовивший номер для Ани Лорак в Белграде.
В преддверии Евровидения Билан совершил гастроли по Европе в рамках промотура своей песни: первой страной в его рамках стала Турция, где он побывал 31 марта и исполнил несколько раз песни «Believe», «Never let you go» и «Number one fan» в эфирах турецкого телевидения и на радио. Туры в Швецию и Нидерланды были отменены по причине незаинтересованности телевещателей, а также невозможности участия исполнительниц из Нидерландов и Швеции, однако при этом по плану прошли гастроли в Боснии, Македонии и Сербии. В Румынии и Чехии Дима выступил в рамках ледового шоу, а в Бельгии 26 и 27 апреля встретился с гостями из Боснии, Украины, Румынии, Сербии, Словении и Армении, приняв участие в пасхальных гуляниях.

## Прогнозы выступления
Дима Билан был одним из фаворитов у букмекеров: как сообщала Яна Рудковская, в течение двух недель в букмекерских конторах Билан занимал 1-е место в рейтинге потенциальных победителей конкурса, однако сам факт попадания в Топ-3 стал бы для Билана успехом. В частности, Билан был лидером в букмекерских конторах Paddy Power, Bet365, VCBet и William Hill. Британская телекомпания BBC ставила его на 5-е место в рейтинге фаворитов конкурса, но с серьёзным отставанием от 4-го места (Елена Томашевич из Сербии), отдавая предпочтение Шарлотте Перелли, исполнительнице из Швеции и победительнице Евровидения-1999. Билан же был настроен решительно в своих намерениях победить и превзойти своё достижение двухлетней давности в Афинах, о чём он сказал ещё в 2006 году:

Правила этого конкурса позволяют принимать в нём участие несколько раз, и я непременно этим воспользуюсь, чтобы вернуться и победить. Не обещаю, что в следующем году, скорее, через два или три года. Я очень хочу выиграть «Евровидение» и снова сделаю для этого все.

Автор интернет-проекта «Евровидение-Казахстан» Андрей Михеев предполагал, что «если Россия не попадет в ужасную жеребьевку и Плющенко не упадёт», то у России будут все шансы на успех в конкурсе. Один из участников форума ESCKAZ, руководитель проекта Euromania-Online Александр Кагаловский считал, что присутствие Плющенко в номере уже является гарантией попадания России в финал.
В то же время по итогам большинства опросов, проведённых сайтами фанатов конкурса, Билан шёл в лучшем случае на втором или третьем месте (в лидерах была преимущественно Шарлотта Перелли), а по итогам голосования фан-клубов Евровидения, входивших в международную организацию OGAE и голосовавших за исполнителей по традиционной для конкурса 12-балльной системе, он был только на 9-м месте. Из фан-клубов только азербайджанский фан-клуб отдал 12-балльную оценку песне Димы, а ещё по 8 баллов он получил от фанатов из Австрии, Греции, Республики Македония и Литвы. Российский фан-клуб OGAE отдал, в свою очередь, 12 баллов украинской певице Ани Лорак.

## Выступление
28 января 2008 была проведена жеребьёвка полуфиналов в соответствии с новыми правилами конкурса. Россия попала в первый полуфинал, в котором должна была принять участие 20 мая 2008. 17 марта 2008 Россия наравне с ещё двумя странами получила право лично выбрать номер выступления: 18 (предпоследний, после Румынии и перед Грецией). Россия заняла 3-е место, набрав 135 баллов, и вышла в финал (из вышедших в финал стран она была объявлена пятой по счёту). На пресс-конференции после первого полуфинала была проведена жеребьёвка финала, и Россия получила номер 24 (снова предпоследний, после Сербии и перед Норвегией).
На телеканале «Россия» показывались оба полуфинала и финал: комментаторами были Дмитрий Губерниев и Ольга Шелест, а Оксана Фёдорова объявляла голоса телезрителей от России. В течение всей ночи на Шаболовке работала студия, гости которой обсуждали конкурс. Согласно динамике объявления результатов голосования, Дима Билан изначально отставал от греческой исполнительницы Каломиры, но ближе к концу объявления результатов вырвался вперёд и досрочно одержал победу (формально после объявления голосов от Литвы), набрав 272 очка в итоге. Эта победа стала первой для России за всю историю конкурса песни Евровидение, и страна получила право провести конкурс через год.
Несмотря на одержанную Димой победу, имели место попытки её оспорить. Так, исполняющий обязанности президента Национальной телерадиокомпании Украины Василий Илащук 29 мая публично заявил, что имела место подтасовка результатов голосования, якобы лишившая Ани Лорак победы на конкурсе. По его словам, он звонил на национальные каналы балканских стран, где ему якобы сообщили, что после конкурса состоялись уличные опросы и никто из респондентов не проголосовал за Россию. Свои сомнения в объективности и прозрачности голосования выразил британский теле- и радиоведущий, комментатор конкурса Терри Воган, который утверждал, что победа Димы была предрешена до начала конкурса и была одержана по неким политическим причинам.

## Голосование

### Голоса за Россию
| 12 баллов           | 10 баллов            | 8 баллов                                                 | 7 баллов                                     | 6 баллов               |
| ------------------- | -------------------- | -------------------------------------------------------- | -------------------------------------------- | ---------------------- |
| - Армения - Израиль | - Эстония - Греция   | - Азербайджан - Черногория - Норвегия - Польша - Румыния | - Босния и Герцеговина - Молдавия - Словения | - Финляндия - Германия |
| 5 баллов            | 4 балла              | 3 балла                                                  | 2 балла                                      | 1 балл                 |
| - Испания           | - Андорра - Ирландия | - Бельгия                                                | - Нидерланды                                 |                        |

| 12 баллов                                                             | 10 баллов                                           | 8 баллов                                            | 7 баллов                               | 6 баллов                                                          |
| --------------------------------------------------------------------- | --------------------------------------------------- | --------------------------------------------------- | -------------------------------------- | ----------------------------------------------------------------- |
| - Армения - Белоруссия - Эстония - Израиль - Латвия - Литва - Украина | - Финляндия - Венгрия - Молдавия - Румыния - Сербия | - Азербайджан - Кипр - Грузия - Мальта - Черногория | - Чехия - Германия - Греция - Словения | - Албания - Болгария - Хорватия - Македония - Польша - Португалия |
| 5 баллов                                                              | 4 балла                                             | 3 балла                                             | 2 балла                                | 1 балл                                                            |
| - Андорра - Ирландия - Норвегия - Испания - Турция                    | - Босния и Герцеговина                              | - Бельгия                                           |                                        | - Франция - Нидерланды                                            |

### Голоса от России
| 12 баллов | Армения     |
| 10 баллов | Азербайджан |
| 8 баллов  | Израиль     |
| 7 баллов  | Норвегия    |
| 6 баллов  | Греция      |
| 5 баллов  | Молдавия    |
| 4 балла   | Финляндия   |
| 3 балла   | Польша      |
| 2 балла   | Словения    |
| 1 балл    | Румыния     |

| 12 баллов | Армения     |
| 10 баллов | Азербайджан |
| 8 баллов  | Украина     |
| 7 баллов  | Грузия      |
| 6 баллов  | Израиль     |
| 5 баллов  | Норвегия    |
| 4 балла   | Сербия      |
| 3 балла   | Греция      |
| 2 балла   | Турция      |
| 1 балл    | Хорватия    |